# Alberta Ferretti
Alberta Ferretti (Cattolica, Rimini (Itàlia), 1950). és una dissenyadora italiana coneguda com a reina de la feminitat, lleugeresa i sensualitat, i ha constituït la seva estètica delicada i contemporània a principis dels anys 80.

## Biografia i trajectòria professional
Alberta Ferretti va néixer a Cattolica l'any 1950, a la província de Rimini, Itàlia. És filla d'una modista, per això sempre diu de la moda que "ha nascut en ella, potser i tot, va néixer amb ella a la sang".
El 1968, amb només 18 anys, i noucasada, obre una botiga a Cattolica anomenada Jolly on ven els seus dissenys juntament amb roba d'altres marques. El seu talent aviat serà descobert per un agent que encoratja a Ferretti a desenvolupar encara mes la seva col·lecció, que acabarà amb la creació i llançament de la seva línia de la firma Alberta Ferretti el 1974.
L'any 1980, Alberta Ferretti funda juntament amb el seu germà una empresa de producció i distribució anomenada Aeffe, que és la pronunciació italiana de les seves inicials, on produïen les col·leccions per algunes marques com: Moschino, Ozbek o Gaultier. Més endavant el seu germà es convertirà en president executiu de l'empresa.
Un any més tard, Ferretti debuta a la passarel·la de Milà.
L'Any 1984 la dissenyadora llança la seva segona línia amb aire juvenil anomenada "Ferretti Jeans Philosophy" que el 1987 renombrarà com "Philosophy di Alberta Ferretti" responent que "Filosofia semblava ser el nom perfecte perquè la filosofia és una cosa que no es pot imposar", diu després: "No vull imposar res, així que el nom havia de ser sobre la llibertat".